# Wilhelm Gefeller
Wilhelm Gefeller (* 27. Mai 1906 in Essen; † 25. März 1983 in Gehrden) war ein deutscher Gewerkschafter und Sozialdemokrat (Politiker der SPD).

## Ausbildung und Beruf
Er erlernte den Beruf eines Maschinenschlossers und besuchte anschließend die Maschinenbauschule in Essen und die Handelsschule in Bottrop. Ende der 1920er Jahre wurde er wie viele Altersgenossen arbeitslos. Später arbeitete er für die Ruhr-Öl GmbH in Bottrop, bei der er 1945/46 auch Betriebsratsvorsitzender war.

## SPD
Gefeller war seit 1945 Mitglied der SPD und gehörte dem Deutschen Bundestag von 1953 bis 1957 an.

## Gewerkschaftsarbeit
Nach 1945 gehörte Gefeller zu den Begründern des Deutschen Gewerkschaftsbundes (DGB) und der IG Chemie-Papier-Keramik. Er war zunächst stellvertretender Vorsitzender, von Anfang 1949 bis 1969 dann Erster Vorsitzender der Chemie-Gewerkschaft.
In Gefellers Amtszeit entwickelte sich sein Verband zur drittgrößten Einzelgewerkschaft im DGB. Nach dem Verbot von Gewerkschaften in der Zeit des Nationalsozialismus wandte er sich gegen die zuweilen willkürliche Demontage chemischer Industrieanlagen und gegen die vollkommene Zerschlagung des I.G. Farben-Konzerns, um die Arbeitsplätze in der Chemiebranche und die Leistungsfähigkeit eines der wichtigsten deutschen Industriezweige zu erhalten. 
Als Gewerkschafter verfocht Gefeller eine Ausweitung der qualifizierten Mitbestimmung und plädierte für eine Demokratisierung der Wirtschaft und anderer Teile der Gesellschaft.
Von 1964 bis 1969 war er zudem Präsident der Internationalen Föderation der Chemie- und Fabrikarbeiter. 1981 wurde Wilhelm Gefeller mit dem Hans-Böckler-Preis ausgezeichnet.